# 丹尼尔·奎伦
丹尼尔·格雷·“丹”·奎伦（Daniel Gray "Dan" Quillen,1940年6月22日—2011年4月30日），美国数学家。1984年至2006年間擔任牛津大学马德林学院纯粹数学温弗利特教授。他以高阶代数K-理论的“总设计师”（prime architect）而闻名，并因在該領域的貢獻獲得1975年科尔奖与1978年菲尔兹奖。

## 教育与职业
奎伦生于美国新泽西州奥兰治。他在哈佛大学获得学士学位（1961年）以及哲学博士学位（1964年）。博士指导老师为拉乌尔·博特，博士论文关于偏微分方程。他是1959年的普特南fellow。
奎伦博士毕业后在麻省理工学院获得一个职位，但他同时在其它多所学校工作过许多年。这些经历后来证明对他的研究方向有重要影响。他两次访问法国：第一次于1968-69年度在巴黎做斯隆fellow，在那里他深受格罗滕迪克的影响；第二次是在1973-74年度作为Gugenheim fellow。1969-70年度，他成为普林斯顿高等研究院的访问学者，在那里他开始受到迈克尔·阿蒂亚的影响。
1978年，奎伦在赫尔辛基举办的国际数学家大会上获得菲尔兹奖。
他指导的博士学生包括 Kenneth Brown, Howard Hiller, Jeanne Duflot, Mark Baker, Varghese Mathai（并与其在Mathai-Quillen formalism上合作）, 和Jacek Brodzki。
奎伦已在2006年底退休。

## 数学贡献
奎伦最有名的贡献（特别是在他获菲尔兹奖时提及）是他在1972年对高阶代数 K-理论的表述，这是一个从代数 K-理论诞生起就困扰数学家们的问题。新工具是用同伦论表述的，已证明在表述以及解决代数中的主要问题是成功的，特别是环论与模论。更一般地，奎伦发展可将代数拓扑工具使用于其它情形的工具（特别是他的模型范畴理论）。
在他定义高阶代数 K-理论这项开创性工作之前，奎伦证明了由同伦论中弗兰克·亚当斯提出的亚当斯猜想。他对该猜想的证明使用了群的模表示论中的技巧，后来他将其使用到群的上同调以及代数K-理论中。他还证明了复配边，证明了其形式群公理本质上是普适的。
在相关工作中，他还给出了关于仿射空间上代数向量丛的平凡性之塞尔猜想的一个证明。
他（与丹尼斯·苏利文）也是有理同伦论的创立者。

## 著作选
- Quillen, D., , Annals of Math, 1969, 90: 205–295, doi:10.2307/1970725, MR0258031